# Albuebadi
Albuebadi (em persa: البوعبادي, também romanizada como Albū’ebādī; também conhecida como Abu ‘Ebādī, Faraḩzād, Farrokhzād (persa: فرخزاد) e Farroxzâd) é uma aldeia do distrito rural de Bahmanshir-e Shomali, no condado de Abadan, na província de Khuzistão, Irã.
Segundo o censo de 2006, sua população era de 830 habitantes, em 143 famílias.